# Miriam Gilou-Cendrars
Miriam Gilou-Cendrars, née Cendrars le 23 décembre 1919 à Hove et morte le 21 juin 2018 à Névez, est une résistante française. À son adolescence, elle devient une militante au Secours rouge. Figure de la Résistance française pendant la Seconde Guerre mondiale, Miriam Gilou-Cendrars sera décorée pour ses actions. Par ailleurs, elle est la fille de l'écrivain Blaise Cendrars et la mère du réalisateur Thomas Gilou.

## Biographie

### La Résistance
Miriam Gilou-Cendrars naît en 1919 dans le comté du Sussex au Royaume-Uni. Fille de Blaise Cendrars, elle est élevée seule avec ses deux frères en Italie par sa mère Fela Poznańska. Elle ne rencontre son père pour la première fois qu'en 1937, dans un hôtel à l'avenue Montaigne, à Paris où il vit alors.
En 1940, elle rejoint son père, alors correspondant de guerre, à Londres : « elle l’a retrouvé pendant la guerre à Londres où elle était chargée par la France libre de la revue de presse du général de Gaulle ». En juin 1941, alors qu'elle a 20 ans, Miriam Gilou-Cendrars entre en résistance, sous le numéro de dossier GR 16 P 114767. Elle intègre les Forces de la France Libre. Chargée de la revue de presse du Général de Gaulle « Les Français parlent aux Français », Miriam Gilou-Cendrars s'occupe également d'une émission quotidienne pour enfants à destination de la France sur la BBC. 
C'est durant cette période qu'elle épouse Albert Édouard Gilou, alors officier dans la Marine dans les Forces Navales Françaises Libres, et qui participera au débarquement.

### L'après-guerre
Au lendemain de la guerre, Miriam Gilou-Cendrars s’occupe du rapatriement des prisonniers de guerre avec les Nations unies, elle poursuit ensuite sa carrière dans le journalisme dès 1949 pour la revue Jeune Maman, puis elle crée le journal Votre enfant. Elle participe au Journal des parents, s’occupe des pages littéraires du magazine Elle avant de travailler pour les éditions Hachette. Elle fréquente Henry Miller qu’elle a rencontré à Big Sur sur la recommandation de son père, Lawrence Durrell, Pierre Lazareff avec qui elle fait plusieurs voyages, Romain Gary qu’elle a connu à Nice et qui a été au même lycée puis dans la même école d’aviation que son frère Rémi, Ella Maillart avec qui elle entretient une correspondance… En 1960 elle participe à la création du planning familial avec Evelyne Sullerot.
Devenue directrice de collection au sein des éditions Hachette, elle se consacre exclusivement à l’œuvre littéraire de son défunt père. En 1969, elle publie Les inédits secrets de Blaise Cendrars « avant de prendre l'initiative de créer, en 1975, le Fonds Blaise Cendrars des Archives littéraires de la Bibliothèque nationale suisse à Berne ».
Le 21 mars 1995 elle inaugure dans la ville de Sevran, en Seine-Saint-Denis, le seul lycée en France qui porte le nom de son père : le Lycée polyvalent Blaise Cendrars. 
De 2001 à 2006, toujours en hommage à son père, Miriam Gilou-Cendrars coopère avec Claude Leroy pour la réédition augmentée des œuvres complètes de Blaise Cendrars chez Denoël.

## Récompenses
Elle reçoit le Grand prix de l'essai de l'Académie française en 1984 pour sa biographie de Blaise Cendrars.